# Chilumena reprobans
Chilumena reprobans är en spindelart som beskrevs av Rudy Jocqué 1995. Chilumena reprobans ingår i släktet Chilumena och familjen Zodariidae.
Artens utbredningsområde är Western Australia. Inga underarter finns listade i Catalogue of Life.